# Whiskey for the Holy Ghost
Whiskey for the Holy Ghost je druhé sólové studiové album amerického hudebníka Marka Lanegana, vydané v lednu 1994 u vydavatelství Sub Pop. O produkci se spolu s Laneganem staral Mike Johnson, který se podílel i na jeho prvním albu. Píseň „The River Rise“ byla v roce 1996 použita ve filmu Hype!.

## Seznam skladeb
Autorem všech skladeb je Mark Lanegan.
| Pořadí | Název                  | Délka |
| ------ | ---------------------- | ----- |
| 1.     | The River Rise         | 4:29  |
| 2.     | Borracho               | 5:40  |
| 3.     | House a Home           | 3:07  |
| 4.     | Kingdoms of Rain       | 3:24  |
| 5.     | Carnival               | 3:40  |
| 6.     | Riding the Nightingale | 6:17  |
| 7.     | El Sol                 | 3:42  |
| 8.     | Dead on You            | 3:11  |
| 9.     | Shooting Gallery       | 3:32  |
| 10.    | Sunrise                | 2:55  |
| 11.    | Pendulum               | 2:12  |
| 12.    | Judas Touch            | 1:37  |
| 13.    | Beggar's Blues         | 5:36  |

## Obsazení
- Mark Lanegan – zpěv, kytara
- Mike Johnson – kytara, baskytara, varhany, klavír, harmonika, doprovodné vokály
- Frank Cody – varhany, klavír
- Tad Doyle – bicí
- Kurt Fedora – baskytara
- Dave Kreuger – housle
- J Mascis – bicí
- Dan Peters – bicí
- Mark Pickerel – bicí
- Mike Stinette – saxofon
- Phil Sparks – kontrabas
- Ted Trewhella – klavír
- Justin Williams – varhany
- Krisha Augerot – doprovodné vokály
- Sally Barry – doprovodné vokály